# FC Zvezda Gorodisjtsje
FC Zvezda Gorodisjtsje (Russisch: Городище) was een Russische voetbalclub uit Gorodisjtsje, oblast Wolgograd. De club speelde professioneel voetbal van 1989 tot en met 1996, totdat de club in 1997 werd opgeheven. Een bekend oud-speler van de club is Leonid Sloetski.

## Clubnamen
- 1989–1991: FC Zvezda Gorodisjtsje
- 1992–1993: FC Zvezda-Rus Gorodisjtsje
- 1994–1996: FC Zvezda Gorodisjtsje